# Litwa na Mistrzostwach Europy w Lekkoatletyce 2010
Litwa na Mistrzostwach Europy w Lekkoatletyce 2010 – reprezentacja Litwy podczas zawodów liczyła 25. zawodników: 10 kobiet oraz 15 mężczyzn. Jedyny medal dla Litwy – złoty – zdobyła w biegu maratońskim Živilė Balčiūnaitė jednak w związku z wykryciem u zawodniczki środków dopingujących medal został odebrany. 

## Występy reprezentantów Litwy

### Mężczyźni
- Bieg na 800 m
  - Vitalij Kozlov - odpadł w eliminacjach, sklasyfikowany na 28. miejscu

- Bieg na 110 m przez płotki
  - Mantas Šilkauskas - został zdyskwalifikowany w eliminacjach

- Bieg na 400 m przez płotki
  - Silvestras Guogis - odpadł w eliminacjach, sklasyfikowany na 26. miejscu

- Chód 50 km
  - Donatas Škarnulis - zdyskwalifikowany
  - Tadas Šuškevičius - 9. miejsce

- Skok w dal
  - Povilas Mykolaitis - odpadł w eliminacjach, sklasyfikowany na 13. miejscu

- Rzut dyskiem
  - Aleksas Abromavičius - odpadł w eliminacjach, sklasyfikowany na 29. miejscu
  - Virgilijus Alekna - 5. miejsce

- Trójskok
  - Mantas Dilys - odpadł w eliminacjach, sklasyfikowany na 21.

- Dziesięciobój
  - Darius Draudvila - 6. miejsce

### Kobiety
- Bieg na 100 m
  - Lina Grinčikaitė - odpadła w półfinale, sklasyfikowana na 12. miejscu

- Bieg na 800 m
  - Eglė Balčiūnaitė - odpadła w eliminacjach, sklasyfikowana na 14. miejscu

- Bieg na 100 m przez płotki
  - Sonata Tamošaitytė - odpadła w eliminacjach, sklasyfikowana na 19. miejscu

- Chód 20 km
  - Neringa Aidietytė - 15.
  - Kristina Saltanovič - 7.
  - Brigita Virbalytė-Dimšienė - 13.

- Skok wzwyż
  - Airinė Palšytė - odpadła w eliminacjach, sklasyfikowana na 18. miejscu

- Skok w dal
  - Lina Andrijauskaitė - odpadła w eliminacjach, sklasyfikowana na 21. miejscu

- Pchnięcie kulą
  - Austra Skujytė - 12. miejsce

- Rzut dyskiem
  - Zinaida Sendriūtė - 5. miejsce

- Sztafeta 4 × 100 m
  - Lina Grinčikaitė, Lina Andrijauskaitė, Sonata Tamošaitytė, Edita Kavaliauskienė, Silva Pesackaitė - 11. miejsce

- Maraton
  - Živilė Balčiūnaitė - została zdyskwalifikowana za doping
  - Rasa Drazdauskaitė - 15. miejsce
  - Remalda Kergytė - 34. miejsce